# Isaías 7:14
Isaías 7:14 é um verso do Livro de Isaías no qual o profeta Isaías, dirigindo-se ao rei Acaz de Judá, promete ao rei que Deus destruirá seus inimigos. Como sinal de que sua profecia é verdadeira, Isaías profetiza que uma moça em breve conceberá uma criança cujo nome será Emanuel (que significa "Deus conosco") e que a ameaça dos reis inimigos acabará antes que a criança se torne adulta.
O autor do Evangelho de Mateus usou como fonte a tradução grega pré-cristã do Velho Testamento, conhecida como Septuaginta, que traduziu a palava hebraica almah como parthenos (que geralmente indica virgindade), em apoio à sua ideia de que Jesus nasceu de uma virgem. Estudiosos concordam que almah não se refere a virgindade, mas muitos cristãos conservadores ainda julgam a aceitabilidade de novas traduções bíblicas de acordo com a forma com que elas tratam Isaías 7:14.

## Contexto histórico
Em meados do século 8 A.C., o reino de Israel (chamado de Efraim em Isaías) e seu aliado Aram-Damasco (ou Síria) cercaram Jerusalém a fim de forçar o rei Acaz de Judá a se juntar à coalizão contra a Assíria. Acaz pediu ajuda à própria Assíria, porém, embora os assírios tenham destruído a Síria e o reino de Israel, Judá se tornou vassalo da Assíria. No fim do século 8, Ezequias, o filho e sucessor de Acaz, se rebelou, imaginando que, com a ajuda dos egípcios, ele poderia reconquistar a independência de Judá, o que não aconteceu e Jerusalém foi novamente sitiada. No fim do século 7, a Assíria foi conquistada pela Babilônia e, em 586 A.C., Judá foi conquistada pelos babilônios e sua população levada para a Mesopotâmia. O exílio durou apenas algumas décadas, já que, em 539, a Babilônia foi conquistada pelos persas e estes permitiram que os judeus retornassem a Jerusalém.
Isaías foi um profeta em Jerusalém durante os reinados de Acaz e Ezequias. A profecia em três versos foi feita durante o cerco dos israelitas e sírios, mas provavelmente só foi escrita durante o cerco da Assíria no tempo de Acaz e então revisada novamente quando Judá entrou em conflito com a Babilônia.

## A bíblia hebraica

### Prelúdio - Isaías 7:1-10
Judá está prestes a ser invadida pelos seus vizinhos do norte, Israel (também chamada de Efraim) e Aram-Damasco (Síria), mas Deus ordena o profeta Isaías que assegure ao rei Acaz que Deus destruirá os inimigos de Judá (Isaías 7:1-10):
Quando Acaz... era rei de Judá, o rei Rezim, da Síria, e Peca... rei de Israel, atacaram Jerusalém, mas não puderam vencê-la. Quando informaram à Casa de Davi que a Síria havia se aliado a Efraim, o coração de Acaz e do seu povo agitou-se... Mas o Senhor disse a Isaías: "Saiam, você e seu filho Sear-Jasube, e vão encontrar-se com Acaz... e diga a ele: "Tenha cuidado, acalme-se e não tenha medo... Assim diz o Senhor: "Isso não acontecerá..."

### A profecia - Isaías 7:11-16
Isaías entrega a mensagem de Deus a Acaz e lhe diz para pedir um sinal para confirmar que a profecia é verdadeira (7:11). Acaz se recusa, dizendo que ele não testará Deus (7:12). Isaías responde que Acaz receberá um sinal mesmo que ele não peça um, e o sinal será o nascimento de uma criança, e a mãe da criança lhe dará o nome de Emanuel (7:13-14); quando a criança "souber rejeitar o erro e escolher o que é certo" (isso é, tiver idade suficiente para distinguir o bem do mal), ele estará comendo coalhada e mel e Efraim e a Síria serão destruídos. (7:15-16):
7:11 יא  שְׁאַל-לְךָ אוֹת, מֵעִם יְהוָה אֱלֹהֶיךָ; הַעְמֵק שְׁאָלָה, אוֹ הַגְבֵּהַּ לְמָעְלָה.
"Peça a YEHOVÁH, o teu Deus, um sinal, seja do mais profundo Sheol, seja das alturas mais elevadas."
7:12 יב  וַיֹּאמֶר, אָחָז:  לֹא-אֶשְׁאַל וְלֹא-אֲנַסֶּה, אֶת-יְהוָה.
Mas Acaz disse: "Não pedirei; não porei YEHOVÁH à prova".
7:13 יג  וַיֹּאמֶר, שִׁמְעוּ-נָא בֵּית דָּוִד:  הַמְעַט מִכֶּם הַלְאוֹת אֲנָשִׁים, כִּי תַלְאוּ גַּם אֶת-אֱלֹהָי.  
Disse então Isaías: "Ouça agora, Casa de Davi! Não basta abusarem da paciência dos homens? Também vão abusar da paciência do meu Deus?
7:14 יד  לָכֵן יִתֵּן אֲדֹנָי הוּא, לָכֶם--אוֹת:  הִנֵּה הָעַלְמָה, הָרָה וְיֹלֶדֶת בֵּן, וְקָרָאת שְׁמוֹ, עִמָּנוּ אֵל.
Por isso YEHOVÁH mesmo lhes dará um sinal: a moça está grávida e dará à luz um filho, e o chamará Emanuel.
7:15 טו  חֶמְאָה וּדְבַשׁ, יֹאכֵל--לְדַעְתּוֹ מָאוֹס בָּרָע, וּבָחוֹר בַּטּוֹב.
Ele comerá coalhada e mel até a idade em que saiba rejeitar o erro e escolher o que é certo.
7:16 טז  כִּי בְּטֶרֶם יֵדַע הַנַּעַר, מָאֹס בָּרָע--וּבָחֹר בַּטּוֹב:  תֵּעָזֵב הָאֲדָמָה אֲשֶׁר אַתָּה קָץ, מִפְּנֵי שְׁנֵי מְלָכֶיהָ.
Mas antes que o menino saiba rejeitar o erro e escolher o que é certo, a terra dos dois reis que você teme ficará deserta.

### Resultado - Isaías 7:17-25
Em Isaías 7:17 há uma outra profecia que diz que, em um momento futuro não especificado, Deus chamará a Assíria contra Judá: "O Senhor trará o rei da Assíria sobre você e sobre o seu povo e sobre a sua casa ancestral. Serão dias como nunca houve, desde que Efraim se separou de Judá." Versos 18-25 descrevem a destruição que resultará: "Naquele dia, todo lugar onde havia mil videiras... será deixado para as roseiras bravas e para os espinheiros" (7:23). A "coalhada e mel" reaparecem, mas, dessa vez, a imagem não é mais associada a Emanuel: "Naquele dia, o homem que tiver uma vaca e duas cabras, graças à fartura de leite que elas darão, terá coalhada e mel para comer" (7:21-22).

## Interpretação

### O livro de Isaías
O livro de Isaías foi escrito no decorrer de muitos séculos. Os capítulos 1-39 formam uma seção chamada Primeiro Isaías; é formada de unidades menores compostas ao longo do tempo. Isaías 7:1-8:15 aparentemente data do início do reinado de Ezequias (fim do século 8), e seu propósito era persuadir Ezequias a não se juntar à aliança contra a Assíria. Um século depois, no tempo de Josias, a profecia foi modificada a fim de mostrar Acaz como um rei incrédulo que rejeitou a promessa de Deus de proteger Jerusalém e a casa de Davi, resultando na ira divina contra Judá e a conquista assíria até que um novo e fiel rei (supostamente Josias) surgisse para restabelecer a paz.
Isaías promete a Acaz que Deus destruirá seus inimigos e lhe diz para pedir um sinal a Deus que a profecia é verdadeira. Um "sinal", nesse contexto, significa um evento especial que confirme as palavras do profeta. O sinal será o nascimento de um filho de uma almah. A palavra almah não tem equivalente exato em português. Ela significa uma mulher jovem que ainda não teve filho. Então, o sinal é que uma moça irá engravidar - ou, talvez, já tenha engravidado, o original hebraico é ambíguo - e dará à luz um filho; ele será chamado de Emanuel, que significa "Deus é conosco" - a gramática do hebraico deixa claro que é a mãe quem dará o nome ao filho - e Deus destruirá os inimigos de Acaz antes que a criança seja capaz de distinguir o bem do mal.
A almah tem sido identificada como sendo a mãe de Ezequias ou a esposa de Isaías. No entanto, há problemas com ambas as candidatas: Ezequias nasceu bem antes da guerra com Efraim e Síria começar, e, embora almah não signifique especificamente "virgem", provavelmente significava uma mulher que ainda não tinha tido filhos, e Isaías já tinha um filho. De qualquer forma, a importância do sinal de Emanuel não é a identidade da criança e de sua mãe mas o sentido do nome da criança ("Deus é conosco") e, principalmente, o seu papel em identificar quanto tempo transcorrerá antes que Deus destrua a coalizão Efraim-Síria (antes que a criança distinga o bem do mal).

### O evangelho segundo Mateus
O livro de Isaías era o mais popular de todos os livros proféticos entre os primeiros cristãos - dele saíram mais da metade das alusões e citações no Novo Testamento e mais da metade das citações do próprio Jesus, e o evangelho segundo Mateus em particular apresenta o ministério de Jesus, em grande parte, como o cumprimento das profecias de Isaías. No tempo de Jesus, porém, os judeus da Palestina não falavam mais hebraico e Isaías teve de ser traduzido para grego e aramaico, as duas línguas mais faladas na época. No original hebraico de Isaías 7:14, a palavra almah significa uma moça já em idade de ter filhos mas que ainda não havia tido nenhum e que poderia ou não ser virgem. A tradução grega, porém, traduziu almah por parthenos, que significa "virgem". Isso permitiu ao autor de Mateus interpretar que Jesus era o cumprimento da profecia de Emanuel: Jesus torna-se "Deus é conosco", o representante divino no mundo, e Mateus também identifica Jesus com o Emanuel nascido de uma parthenos ao assinalar que José não havia se deitado com Maria até ela ter dado à luz. (O "nascimento virginal" só é encontrado nos evangelhos de Mateus e Lucas - ele não é mencionado nem no evangelho de Marcos e nem no de João, que se refere a José como sendo o pai de Jesus, e nem é mencionado por Paulo, que diz que Jesus "nasceu de uma mulher" sem mencionar que a mulher era virgem).
A Bíblia do Rei Jaime (King James Bible) traduz almah como "virgem"; a tradução revisada de 1952 alterou a tradução para "moça", e imediatamente se tornou o centro de uma intensa controvérsia. A versão revisada rapidamente substituiu a versão do Rei Jaime em muitas igrejas nos Estados Unidos, mas cristãos fundamentalistas se indignaram. Estudiosos concordam que almah não se refere a virgindade, mas muitos cristãos conservadores ainda julgam a aceitabilidade de novas traduções bíblicas de acordo com a forma com que elas tratam Isaías 7:14.